# Bruno Capinan
Bruno Capinan   (Salvador, 18 d'octubre de 1981) es dedica professionalment a la música, component i cantant les seves cançons, havent publicat 6 LPs fins al 2022.Té doble nacionalitat brasilera i canadenca i viu a Toronto.

## Carrera artística
Capinan va iniciar la seva carrera artística el 2004, però no va publicar el primer àlbum fins al 2010, amb l'impactant Gozo. El 2016 va llançar Divina Graça, el tercer i, fins a aquell moment, el seu treball més ovacionat. Va ser produït pel carioca Domenico Lancellotti i gravat al Canadà, i va tenir la participació del músic Bem Gil. Divina Graça va projectar la carrera de Bruno Capinan al Brasil i a l'exterior, rebent cobertura en el diari francès Libération, en el britànic The Guardian i en la publicació estatunidenca Vice. L'èxit aconseguit va comportar que l'àlbum també s'edités al Japó, per la gravadora P-vine Records, en una edició especial amb pistes extra i una portada diferent.
El 2017 va iniciar la col·laboració amb el compositor i multi-instrumentista japonès Jun Miyake, amb qui va actuar durant la inauguració de la Japan House de São Paulo. Només Capinan va representar els cantants locals en l'esdeveniment, que va tenir lloc al parc d'Ibirapuera i va rebre una assistència de públic de 20.000 espectadors. El mateix any, va compondre les cançons Puntual i Alta Maré pel disc Lost Memory Theatre-act 3 del cantant nipó.
També va cedir les seves composicions a altres artistes brasilers, com el gaúcho Filipe Catto i la bahiana Marcia Castro.
Real va ser elegit un dels 25 millors àlbums brasilers del segon semestre de 2019 per l'Associació Paulista de Crítics d'Art. El sisè àlbum de Capinan, anomenat Tara Rara, és un LP de bossa nova queer de perspectiva no binària.

## Vida personal
L'artista de Bahia viu al Canadà des dels anys 2000. S'ha declarat no-binari i els seus pronoms de preferència, en anglès, són they i them.

## Discografia
- 2010 - Gozo
- 2014 - Tudo Está Dito
- 2016 - Divina Graça
- 2019 - Real
- 2020 - Leão Alado Sem Juba
- 2022 - Tara Rara